# Prasophyllum sylvestre
Prasophyllum sylvestre är en orkidéart som beskrevs av Robert J. Bates och David Lloyd Jones. Prasophyllum sylvestre ingår i släktet Prasophyllum och familjen orkidéer. Inga underarter finns listade i Catalogue of Life.